# Peter Frankopan
Peter Frankopan (22 maart 1971) is een Brits historicus en is aan de Universiteit van Oxford. Hij is hoogleraar wereldgeschiedenis aan Worcester College en directeur van het Oxford Centre for Byzantine Research.

## Leven en werk
Frankopan is gespecialiseerd in de geschiedenis van het Middellandse Zeegebied, Rusland, het Midden-Oosten, Perzië, Centraal-Azië en verder gelegen gebieden, in de betrekkingen tussen het christendom en de islam, en in middeleeuwse Griekse literatuur.
Frankopan heeft geschiedenis gestudeerd aan Jesus College aan de Universiteit van Cambridge en haalde zijn doctoraat aan Corpus Christi College van de Universiteit van Oxford. In 1997 werd hij postdoctoraal onderzoeker (junior research fellow en vanaf 2000 senior research fellow) aan Worcester College. Hij is directeur van het Oxford centre for Byzantine Research. Hij is lid van de Royal Historical Society, de Royal Society of Arts, het Royal Anthropological Institute en de Royal Asiatic Society. Hij heeft deel uitgemaakt van het Kroatische internationale cricketteam.
Frankopan was in 2017 deels werkzaam aan de Universiteit Leiden als Scaliger-professor (een gasthoogleraarschap).

## Boeken
- Peter Frankopan, The Earth Transformed: An Untold History , Bloomsbury 2023, in het Nederlands vertaald als De transformatie van de aarde: Een nieuwe wereldgeschiedenis
- Peter Frankopan, The New Silk Roads: The Present and Future of the World, Bloomsbury 2019, in het Nederlands vertaald als De nieuwe zijderoutes: het heden en de toekomst van de wereld[5]
- Peter Frankopan, The Silk Roads: A New History of the World, Bloomsbury 2015, in het Nederlands vertaald als De zijderoutes: een nieuwe wereldgeschiedenis
- Timothy Venning en Peter Frankopan, A Chonology of the Crusades, Routledge 2015
- Peter Frankopan, The First Crusade: The Call from the East, Belknap 2012, in het Nederlands vertaald als De eerste kruistocht: De roep uit het oosten
- Peter Frankopan (red.), Croatia: Through Writers' Eyes, Eland 2007
- The Alexiad, vertaling van het middeleeuwse werk de Alexiade door Anna Komnene
- bijdrage aan The Authors XI: A Season of English Cricket from Hackney to Hambledon, Wisden 2013
- bijdrage aan John F. Haldon, A Social History of Byzantium, Wiley-Blackwell 2008